# 章義県
章義県（しょうぎ-けん）は中華人民共和国遼寧省にかつて存在した県。現在の瀋陽市南西部に相当する。
遼代に設置された昌義県を前身とする。1143年（皇統3年）、金朝により章義県と改称された。元代に廃止された。